# Südostasienspiele 1991
Die Südostasienspiele 1991, englisch als Southeast Asian Games (SEA Games) bezeichnet, fanden vom 24. November bis zum 5. Dezember 1991 in Manila statt. Es war die 16. Auflage der Spiele. Es nahmen mehr als 2500 Athleten und Offizielle aus 9 Ländern in 28 Sportarten an den Spielen teil.

## Medaillenspiegel
| Platz | Land        | Gold | Silber | Bronze | Gesamt |
| ----- | ----------- | ---- | ------ | ------ | ------ |
| 1     | Indonesien  | 92   | 86     | 67     | 245    |
| 2     | Philippinen | 90   | 62     | 86     | 238    |
| 3     | Thailand    | 72   | 80     | 69     | 221    |
| 4     | Malaysia    | 36   | 38     | 66     | 140    |
| 5     | Singapur    | 18   | 32     | 45     | 95     |
| 6     | Myanmar     | 12   | 16     | 29     | 57     |
| 7     | Vietnam     | 7    | 12     | 10     | 29     |
| 8     | Brunei      | 0    | 0      | 8      | 8      |
| 9     | Laos        | 0    | 0      | 0      | 0      |

## Sportarten
- Badminton
- Basketball
- Billard
- Bodybuilding
- Bogenschießen
- Bowling
- Boxen
- Fechten
- Fußball
- Gewichtheben
- Golf
- Judo
- Karate
- Leichtathletik
- Radsport
- Rudern
- Schießen
- Schwimmsport
- Segeln
- Sepak Takraw
- Softball
- Squash
- Taekwondo
- Tennis
- Tischtennis
- Turnen
- Volleyball
- Wushu

## Referenzen
- Percy Seneviratne Golden Moments: the S.E.A Games 1959–1991, Dominie Press, Singapur 1993, ISBN 981-00-4597-2.
- Geschichte der Südostasienspiele.
- Philippine Daily Inquirer, Dezember 1991.